# Cagua
Cagua je aktivní sopka v severovýchodní části filipínského ostrova Luzon. V současnosti je nečinná, k poslední erupci došlo v roce 1860.

## Popis

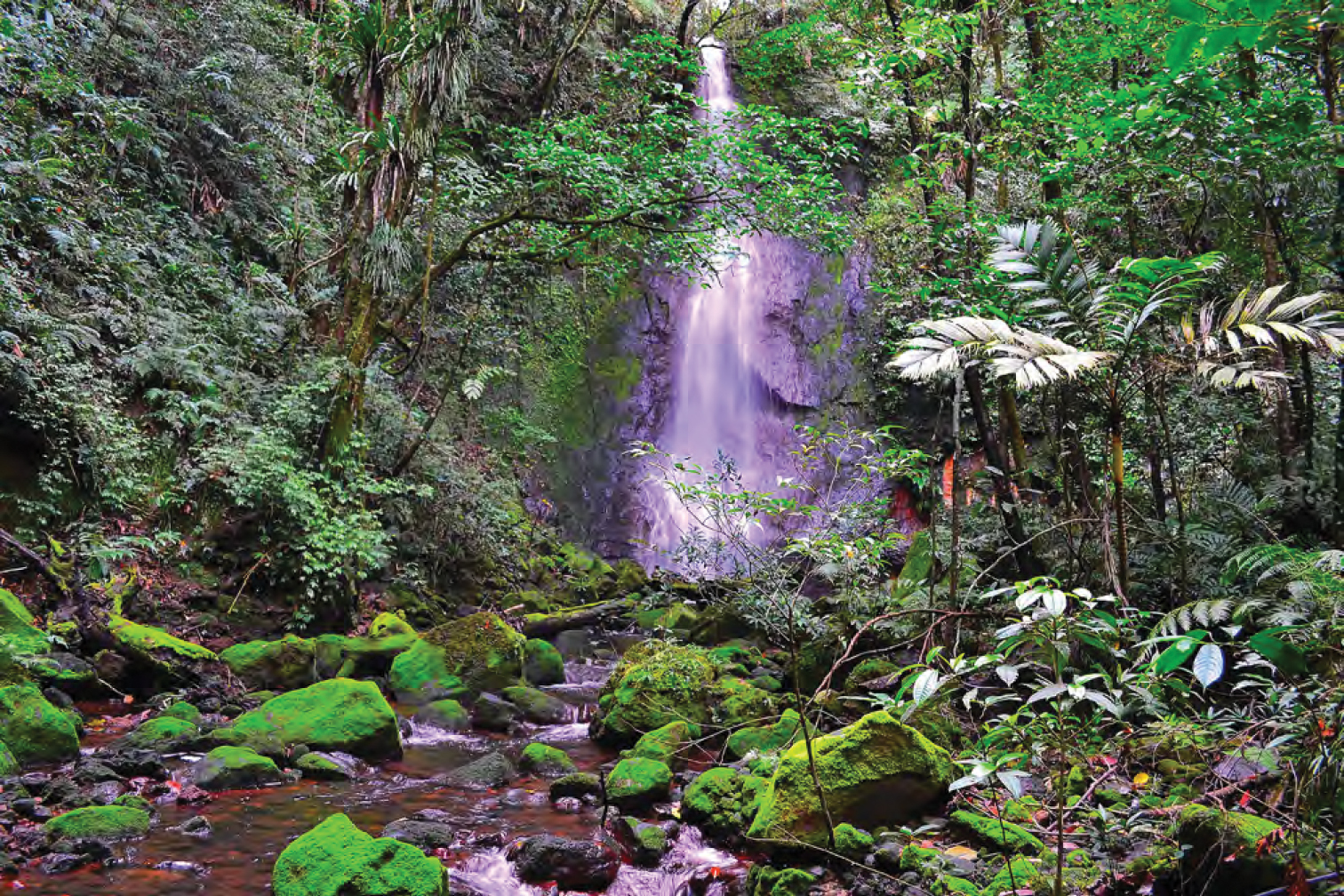
Vodopád na dně kráteru.

Cagua leží na území provincie Cagayan v nejsevernější části pohoří Sierra Madre. Jedná se o stratovulkán a dosahuje nadmořské výšky 1 133 m. Tvoří ho převážně andezit a čedič. Vrcholové partie současného vulkánu jizví 1,5 km široký kráter se strmými okraji. V něm se vyskytuje šest termálních pramenů.
Sopečná aktivita započala před 600 až 300 tisíci lety, kdy vulkán pokryly silné vrstvy lávových proudů. Patrně došlo také k freatickým erupcím a tvorbě pyroklastických proudů.
Za poslední dobu se ví o dvou erupcí. V roce 1860 proběhl potvrzený freatický výbuch, který možná spustil pyroklastické proudy. Zato ohledně erupce z roku 1907 panují pochybnosti, ačkoliv se v té době objevila silná fumarolická aktivita.